# 布伦斯巴赫
布伦斯巴赫是德国黑森州的一个市镇。总面积23.18平方公里，总人口5157人，其中男性2590人，女性2567人（2011年12月31日），人口密度222人/平方公里。